# 室女座11
室女座11，又名BD+06 2559，HD 105702、SAO 119249、HR 4629，是室女座的一颗恒星，视星等为5.72，位于銀經276.3，銀緯66.52，其B1900.0坐标为赤經12h 4m 57.6s，赤緯+6° 66.52′ 47″。